# Saint-Pompon
Saint-Pompon (okzitanisch Sent Plemponh, bis zum 31. Dezember 2023 Saint Pompont) ist ein Ort und eine südwestfranzösische Gemeinde (commune) mit 363 Einwohnern (Stand 1. Januar 2022) in der alten Kulturlandschaft des Périgord im Département Dordogne in der Region Nouvelle-Aquitaine.

## Lage
Der Ort Saint-Pompon liegt am Bach Mandalou im Périgord Noir in einer Höhe von ca. 140 m ü. d. M. und etwa 27 Kilometer (Fahrtstrecke) südwestlich von Sarlat-la-Canéda. Zur Gemeinde gehören auch mehrere Weiler und Einzelgehöfte.

## Bevölkerungsentwicklung
| Jahr      | 1968 | 1975 | 1982 | 1990 | 1999 | 2006 | 2012 |
| Einwohner | 516  | 506  | 521  | 452  | 405  | 426  | 431  |

Im 19. Jahrhundert lag die Einwohnerzahl der Gemeinde stets bei etwa 1100 bis 1300. Die Reblauskrise im Weinbau und der Verlust von Arbeitsplätzen durch die Mechanisierung der Landwirtschaft führten zu einem kontinuierlichen Bevölkerungsrückgang, dessen Tiefpunkt möglicherweise in den 1990er Jahren erreicht wurde.

## Wirtschaft
Bis in die heutige Zeit spielt die Landwirtschaft die größte Rolle im Wirtschaftsleben der Gemeinde. Der hier betriebene Weinbau ist jedoch nach der Reblauskrise gänzlich aufgegeben worden. Tabak und Mais sind ebenfalls auf dem Rückzug – stattdessen dominieren Wälder, Felder und Weiden, aber auch Walnuss-, Esskastanien- und Obstbäume die Region. Auch Gänseleberpastete und Trüffel zählen zu den regionalen Spezialitäten. Einige leerstehende Häuser werden als Ferienwohnungen (gîtes) vermietet.

## Geschichte
Einige kleinere Funde belegen die Anwesenheit von Menschen in prähistorischer Zeit. Jahrtausende später gehörte die Gegend zum Siedlungsgebiet des keltischen Stammes der Petrocorier, der für seine exzellente Eisenbearbeitung berühmt war. In römischer Zeit lag das Gebiet an der Straße von Cahors (Divona Cadurcorum) nach Périgueux (Vesunna). 
Die erste Erwähnung des Ortes unter seinem lateinischen bzw. okzitanischen Namen Sen Pomponct stammt aus dem Hochmittelalter. Kurz vor oder während des Hundertjährigen Krieges (1337–1453) entstanden die Burg (château) und Teile der Stadtmauer (remparts); die Burg befand sich lange Zeit im Besitz des Johanniterordens.

## Sehenswürdigkeiten

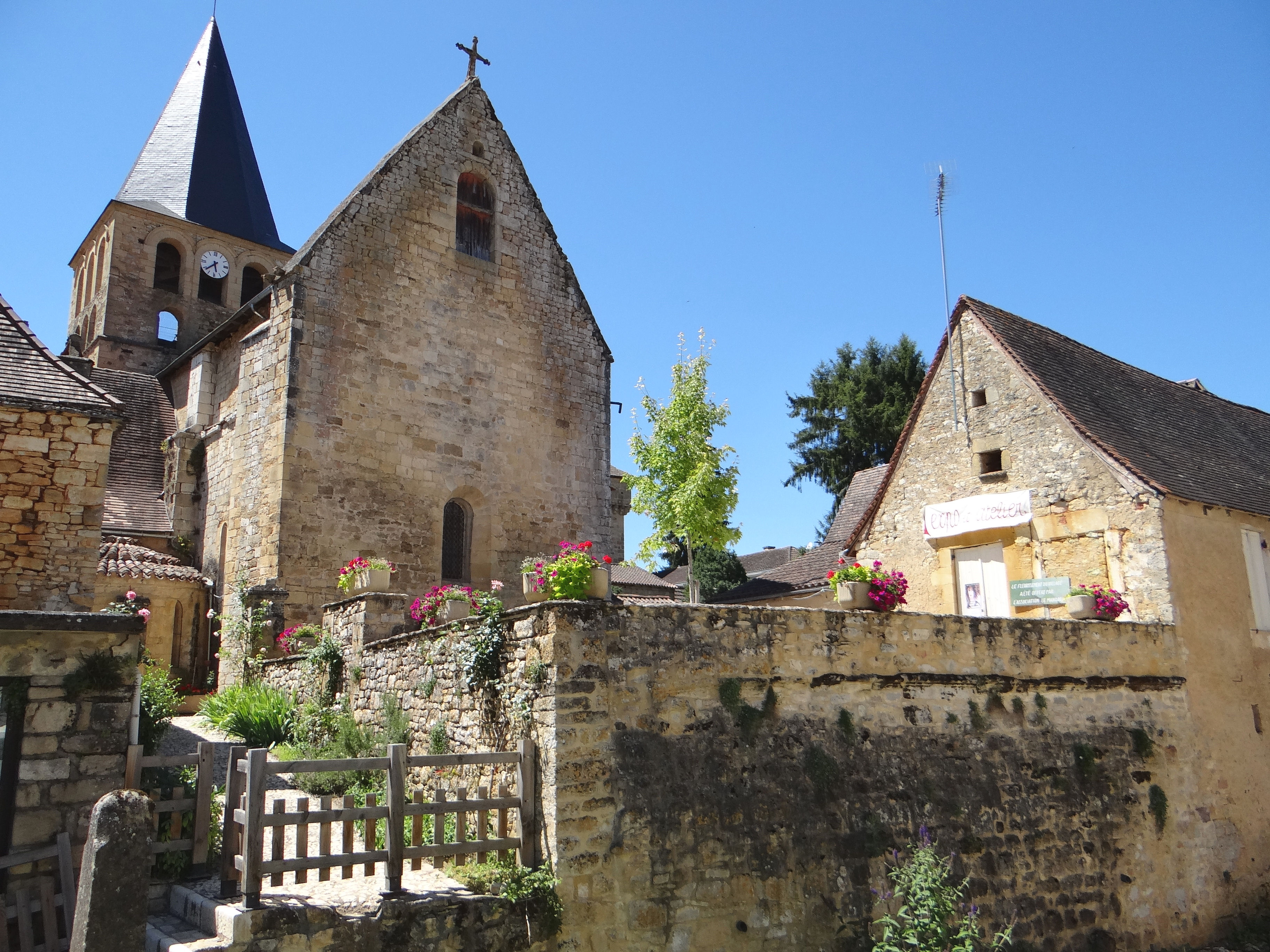
Kirche

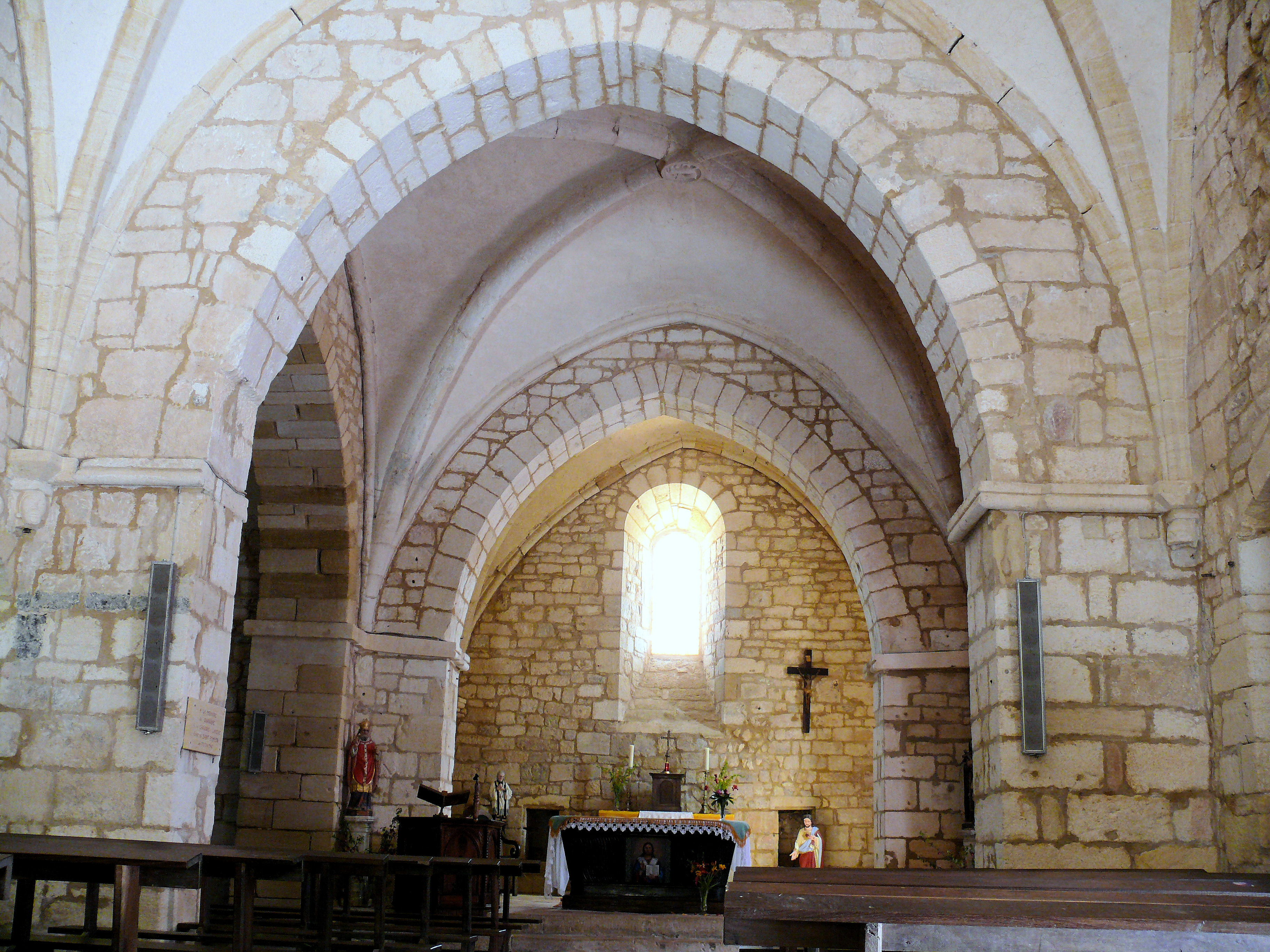
Inneres der Kirche

- Das in Teilen noch mittelalterlich anmutende Ortsbild wird bestimmt durch Kirche, Burg und mehrere aus Bruchsteinen errichtete Häuser.
- Die einschiffige Pfarrkirche Saint-Jean-Baptiste stammt ursprünglich aus dem 12. Jahrhundert, doch wurde sie nach dem Hundertjährigen Krieg umgestaltet und erhielt wehrhafte Aufbauten über dem Langhaus sowie ein Glockengeschoss auf dem Vierungsturm, dessen Spitzhelm erst im 19. Jahrhundert hinzugefügt wurde. Das mit einer flachen Apsis versehene Kirchenbauwerk wurde im Jahr 1991 als Monument historique[1] eingestuft.
- Nahe bei der Kirche befindet sich ein spitzbogiges Stadttor, welches nach örtlicher Überlieferung von den Engländern erbaut worden sein soll. Es ist seit 1937 als Monument historique[2] eingestuft.
- Vom im Privatbesitz befindlichen Château de Saint-Pompon sind im Wesentlichen nur noch ein auf quadratischem Grundriss erbauter Bergfried (donjon) aus dem 13. Jahrhundert und ein Wohntrakt (corps de logis) aus dem 15. Jahrhundert erhalten, die seit 1948 als Monument historique[3] anerkannt sind.
- Ein als Hôpital oder Espital bezeichneter Bau ist ebenfalls erhalten – er wird ins 13. Jahrhundert datiert.

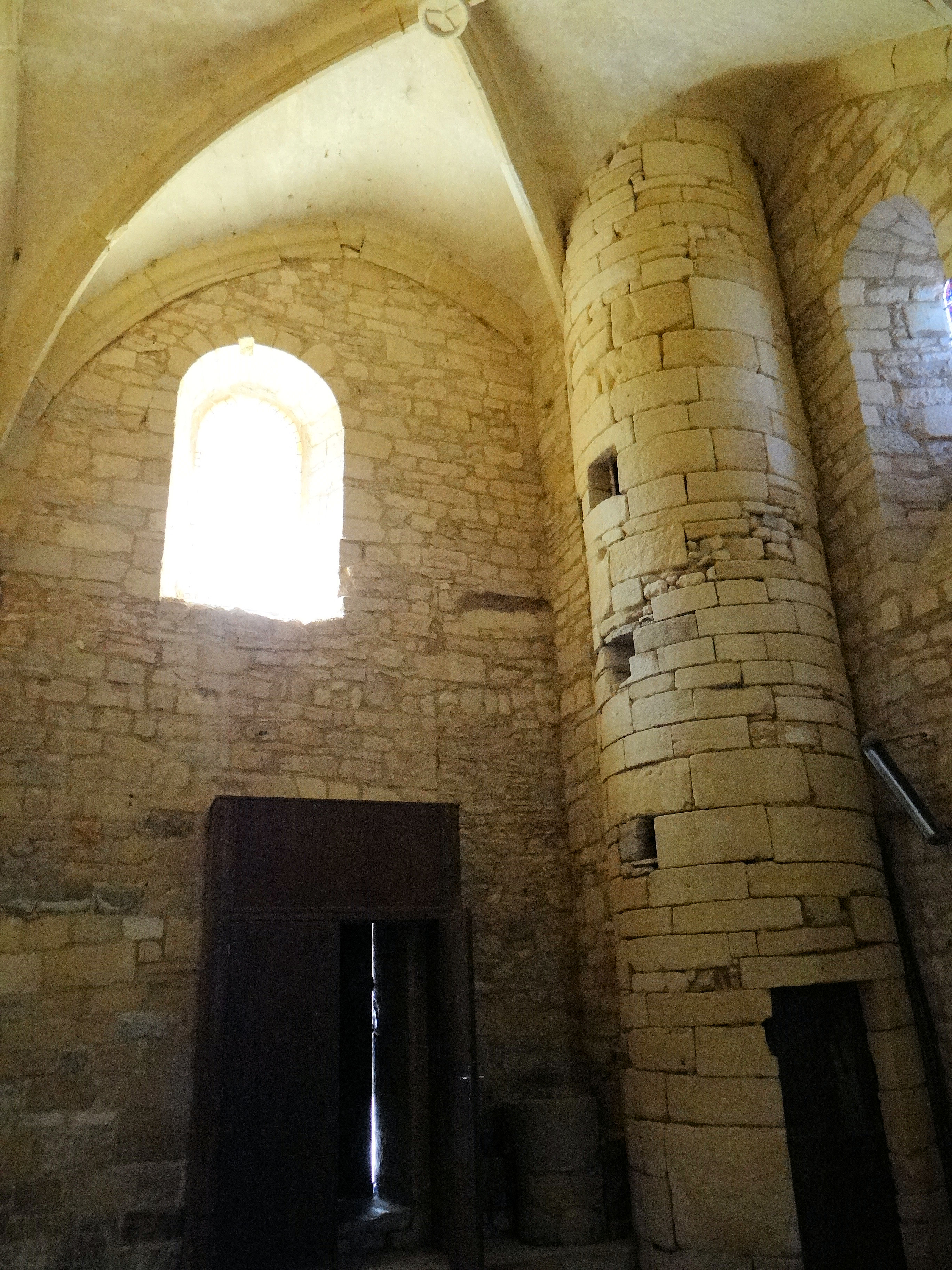
Treppenturm im Inneren der Kirche
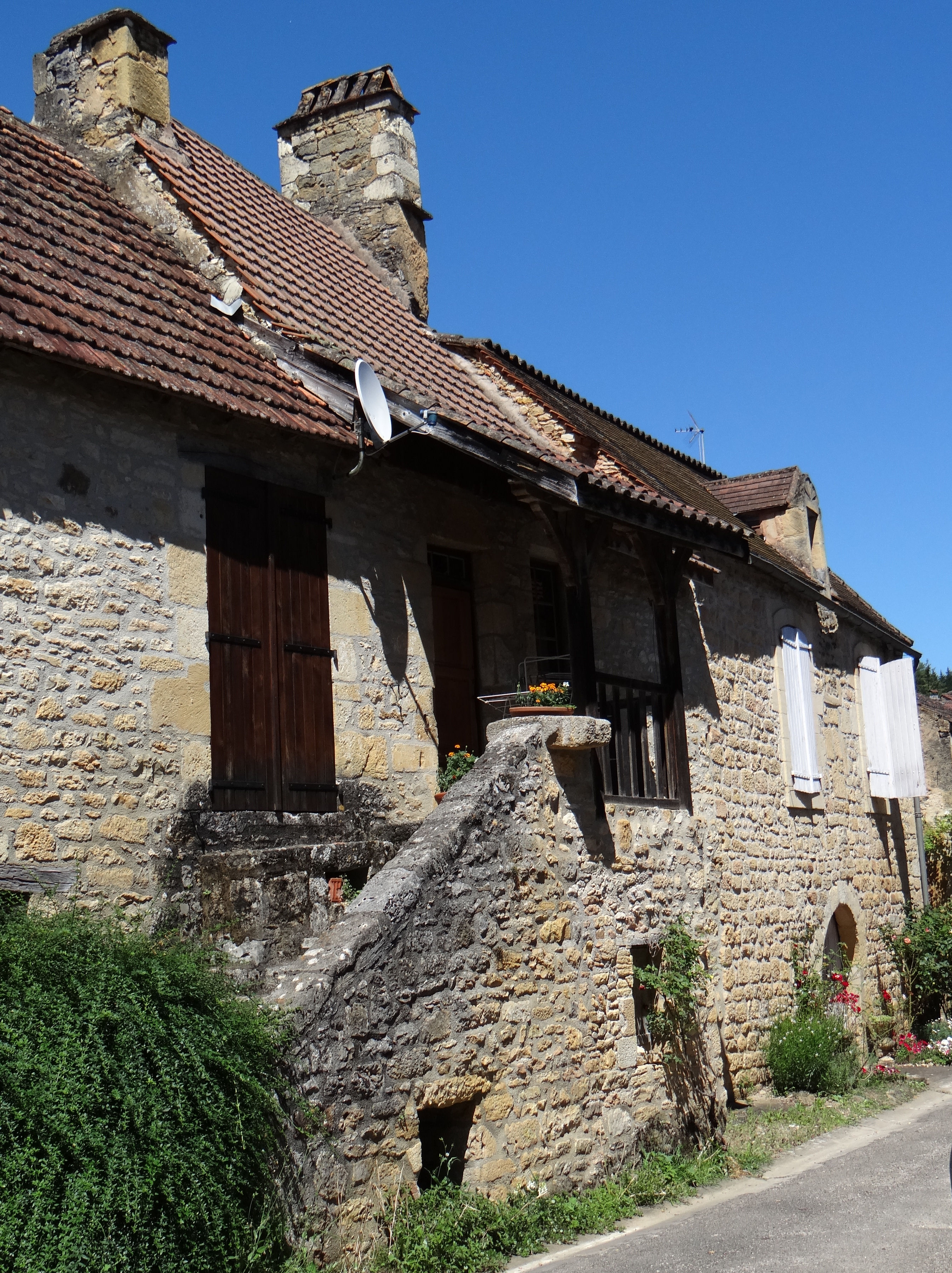
Gasse mit Bruchsteinhäusern
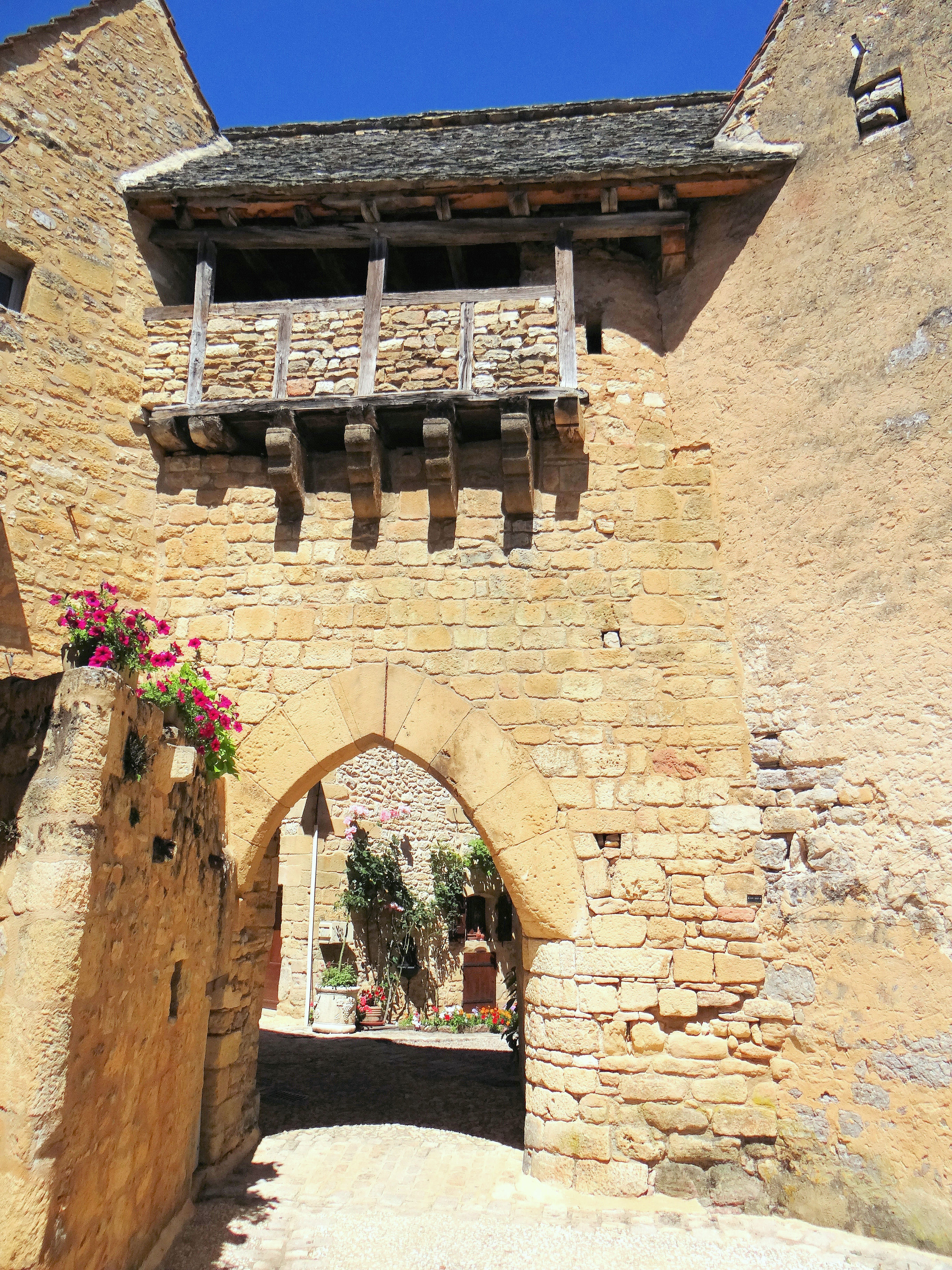
Stadttor mit Wehrgang

Umgebung
- Der aus großen behauenen Kalksteinblöcken errichtete und aus einer ca. 100 m langen Mauer und einer Steinhütte bestehende Komplex Les Grilloux befindet sich auf einer Anhöhe nahe der Straße nach Daglan. Über sein Alter, seine Funktion und seine Erbauer besteht Unklarheit; er wurde im Jahr 1980 als Monument historique[4] eingestuft.
- Das isoliert an der Südflanke eines Hügels stehende und im Privatbesitz befindliche Château de Mespoulet entstand bereits im 14. Jahrhundert (donjon), wurde jedoch im 15. und 17. Jahrhundert modernisiert; es wurde im Jahr 1948 als Monument historique[5] anerkannt.